# Индустријска зона Едилмац (Кремона)
Индустријска зона Едилмац је насеље у Италији у округу Кремона, региону Ломбардија.
Према процени из 2011. у насељу је живело 10 становника. Насеље се налази на надморској висини од 71 м.